# Jeremias Augustin
Jeremias Augustin, född 10 november 1985 i Växjö, är en svensk före detta professionell ishockeyspelare. Augustin började sin karriär i Växjö lakers 2002 när Lakers spelade i divison 2. Han stannade i Växjö med undantag från ett par säsonger i Osby IK till 2014 när han värvades till Malmö Redhawks.

## Klubbar
- Växjö Lakers Hockey, Moderklubb-2014
- Osby IK, 2005, 2006 (lån)
- Malmö Redhawks, 2014-